# شهرستان اورگوت
ناحیهٔ اورگوت (به ازبکی: Urgut District) یک منطقهٔ مسکونی در ازبکستان است که در استان سمرقند واقع شده‌است. ناحیه اورگوت ۱٬۰۰۰ متر بالاتر از سطح دریا واقع شده‌است.